# Deutsche Kriegsgräberstätte Ysselsteyn

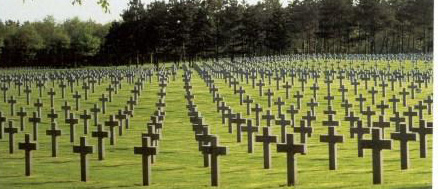
Kriegsgräberfriedhof Ysselsteyn

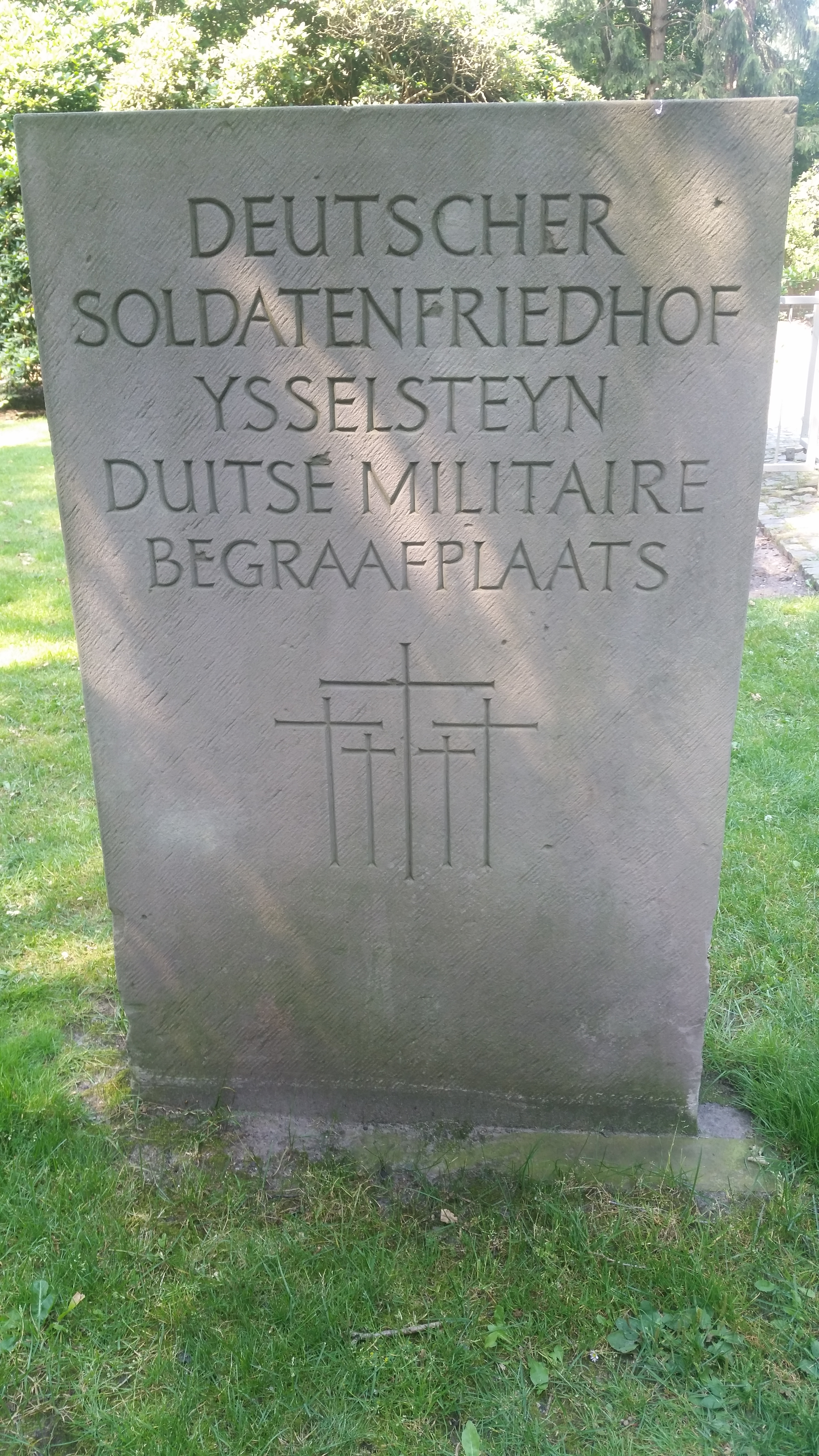
Stein am Eingang zum Soldatenfriedhof Ysselsteyn

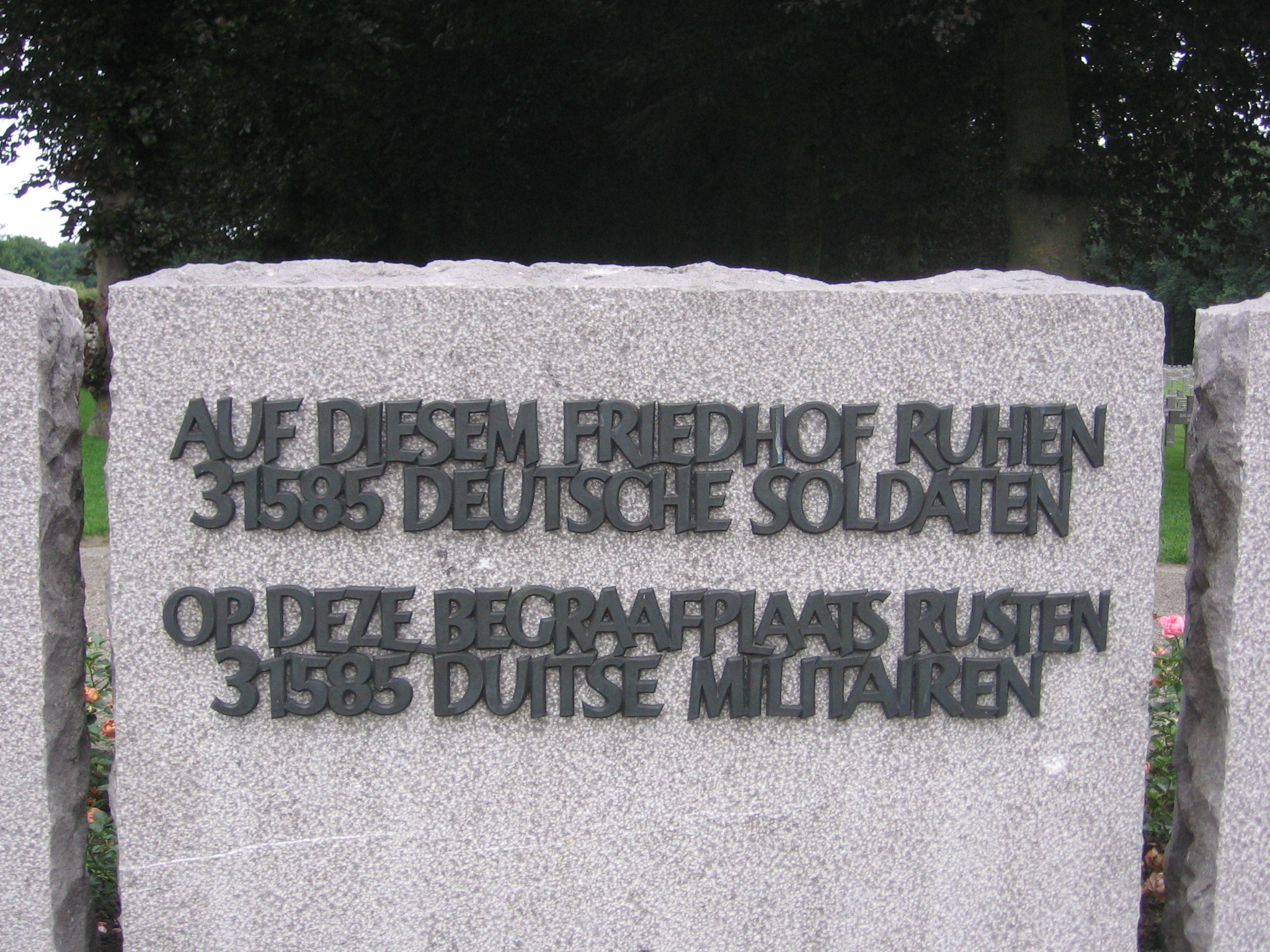
Gedenkstein für die Toten

Die Deutsche Kriegsgräberstätte Ysselsteyn liegt 2 Kilometer südlich von Ysselsteyn und 25 Kilometer nordwestlich von Venlo (beide Provinz Limburg).
Es ist in den Niederlanden der einzige Friedhof für deutsche Soldaten. Dort sind 31.598 Menschen bestattet, hauptsächlich gefallene Wehrmacht-Soldaten aus dem Zweiten Weltkrieg.

## Sammelfriedhof
Alle auf dem gesamten Staatsgebiet der Niederlande gefallenen deutschen Soldaten wurden exhumiert und auf dem etwa 28 Hektar großen Gelände bei Ysselsteyn bestattet. Es sind dort auch Niederländer, Polen und Russen bestattet, die als Freiwillige in Verbänden der Wehrmacht gekämpft hatten. 87 der hier Beigesetzten fielen im Ersten Weltkrieg.
Ungefähr 6.000 Soldaten konnten nicht identifiziert werden. Im Besuchergebäude liegen Namenslisten zur Einsicht aus.
Der Friedhof wurde ab Oktober 1946 vom Niederländischen Gräberdienst (Nederlandse gravendienst) angelegt. Die Gräber der deutschen Soldaten waren damals noch über die ganzen Niederlande von Maastricht bis Ameland verstreut. So liegen hier 1.700 Gefallene aus dem Gebiet rund um Arnheim; ungefähr 3.000 Tote wurden vom Netherlands American Cemetery and Memorial (in Niederländisch: Amerikaanse Begraafplaats Margraten) umgebettet. Die Umbettungen begannen am 15. Oktober 1946.
Der Gräberdienst hat von 1950 an in Zusammenarbeit mit dem Volksbund Deutsche Kriegsgräberfürsorge und der Deutschen Dienststelle in Berlin für 7.330 unbekannte Soldaten die Identität ermitteln können. Dies dauerte einige Jahre (mindestens bis 1968).
Kapitein Lodewijk Johannes Timmermans verwaltete den Friedhof von 1948 bis 1976. Er galt als der Vater des Soldatenfriedhofs Ysselsteyn („vader van soldatenbegraafplaats Ysselsteyn“). Er wurde nach seinem Tode 1995 wunschgemäß eingeäschert; die Asche wurde über den Friedhof verstreut.
Dieser Friedhof wird seit dem 1. November 1976 durch den Volksbund gepflegt. Von Mai 1977 bis Oktober 1981 setzten Soldaten der Bundeswehr neue Grabkreuze. 1982/1983 wurden der zentrale Gedenkplatz und die Gemeinschaftsgräber erneuert.

## Die Toten
Neben deutschen Soldaten sind auch Polen, Niederländer und Russen begraben, die in den deutschen Streitkräften gedient haben, darunter über 500 Niederländer, die als Kriegsfreiwillige auf deutscher Seite kämpften oder als Funktionäre der Nationaal-Socialistische Beweging in Nederland (NSB) direkt an der Deportation von jüdischen Menschen aus den Niederlanden in Vernichtungslager beteiligt waren.
Auch etwa 5000 SS-Angehörige sind hier begraben. Nachweisliche Kriegsverbrecher, die dort begraben wurden, sind unter anderem Major Gerhard Czernik, der schon im Spanienkrieg 1936 bis 1939 in der Legion Condor diente, Generalleutnant Kurt Schmidt, mitverantwortlich für die Judendeportation, SS-Hauptsturmführer Arthur Thomsen (»der Henker«) und SS-Unterscharführer Josef Kindel, ein berüchtigter Folterer.
Ebenfalls sind hier die verstorbenen Männer, Frauen und Kinder aus dem deutschen Konzentrationslager Herzogenbusch nahe ’s-Hertogenbosch beigesetzt, das ab September 1944 als Internierungslager für Deutsche, Kollaborateure und Kriegsverbrecher genutzt wurde. Auch Kriegsverbrecher wie Ernst Knorr wurden auf dem Kriegsgräberfriedhof Ysselsteyn beigesetzt.
Der älteste Tote war 80 Jahre alt, der jüngste einen Tag.
Die 87 Toten des Ersten Weltkrieges, darunter befinden sich 8 unbekannte Soldaten, die hier ihr Grab haben, wurden erst Anfang der 1950er Jahre zugebettet. „Es handelt sich hierbei in der Mehrzahl um Einzelgräber von Fliegern und Marineangehörigen, die verstreut auf vielen holländischen Friedhöfen lagen, vor allem in der Nähe der Küste.“
Ein 1937 vom Volksbund Deutsche Kriegsgräberfürsorge auf dem kommunalen Friedhof am Tongerseweg in Maastricht neben dem Haupteingang aufgestellter Sarkophag aus Muschelkalk wurde 1949 bei Auflösung der Anlage nach Ysselsteyn umgesetzt. Unter einem kleinen Erdhügel im linken vorderen Teil der Friedhofsanlage ruhen wieder die 13 Gefallenen in einem gemeinsamen Grab unter dem Sarkophag. Ihre Namen stehen auf dem Ehrenmal.
74 Kreuze sind ringförmig um den Sarkophag angelegt und kennzeichnen die Einzelgräber.
Jedes Jahr im November findet eine Gedenkveranstaltung am Volkstrauertag statt.

## Architektur des Friedhofs
Die Kriegsgräberstätte ist ungefähr 28 Hektar groß. Das Gebiet besteht aus 106 Blöcken mit zwölf Reihen mit jeweils 25 Gräbern. Es ist von allen Seiten von einem Wald umgeben. Ein 800 Meter langer Weg führt über den Friedhof.

## Kreuz

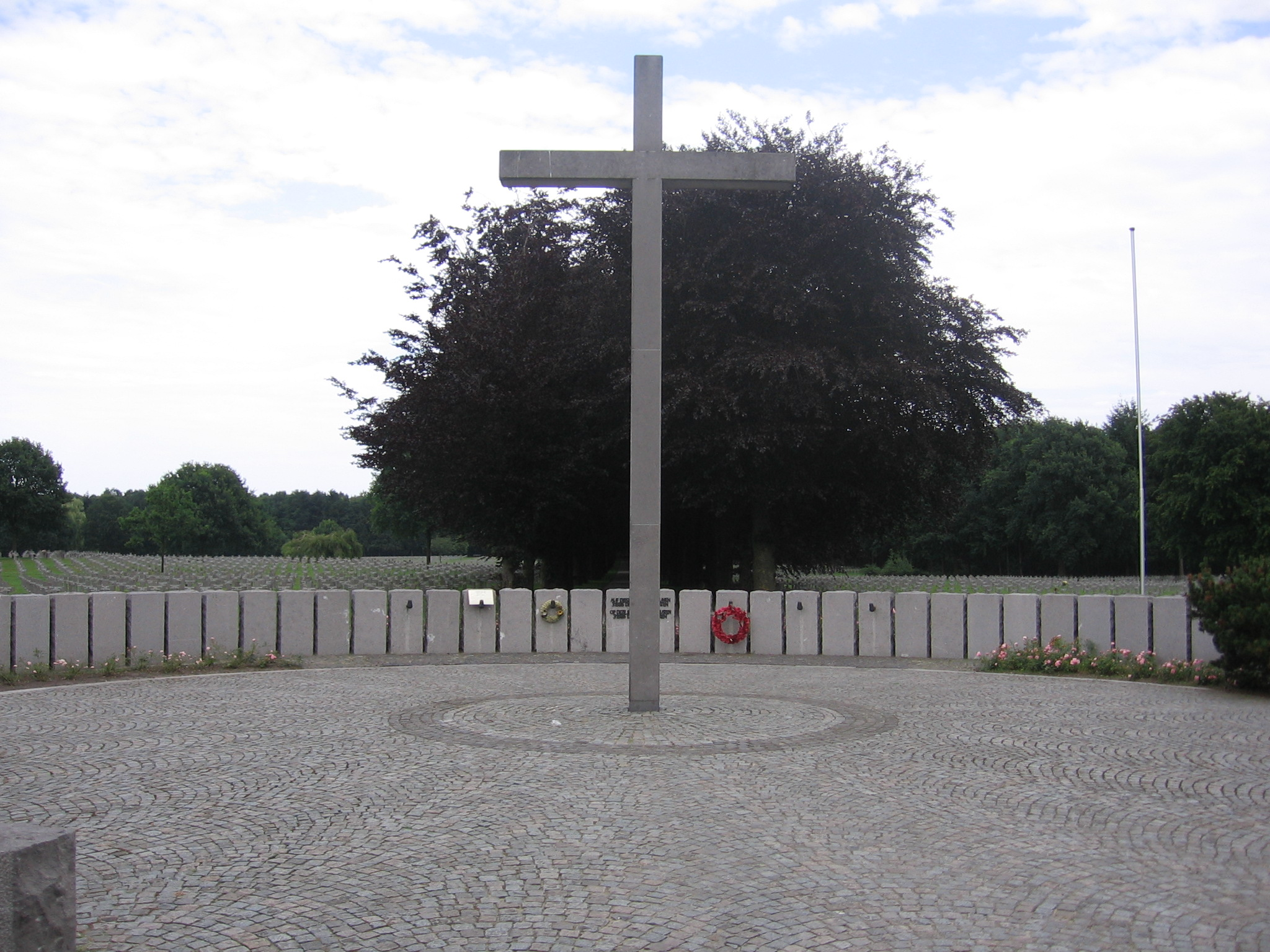
Gedenken an die Toten des Zweiten Weltkriegs

Am Mittelpunkt des Friedhofs steht ein Betonkreuz mit einer Verkleidung aus Naturstein. Um das Kreuz herum stehen kurze Grabsäulen aus Naturstein. Beim Kreuz befindet sich ein Stein mit dem Text: „Auf diesem Friedhof ruhen 31585 deutsche Soldaten“.
Nahe dem Gedenkplatz befindet sich ein Glockenspiel mit 25 Glocken, die in fünf Stahlkonstruktionen hängen. Es ist 4 Meter hoch und wurde auf Initiative von Familienangehörigen der Gefallenen gebaut.

## Ginkgo-Baum

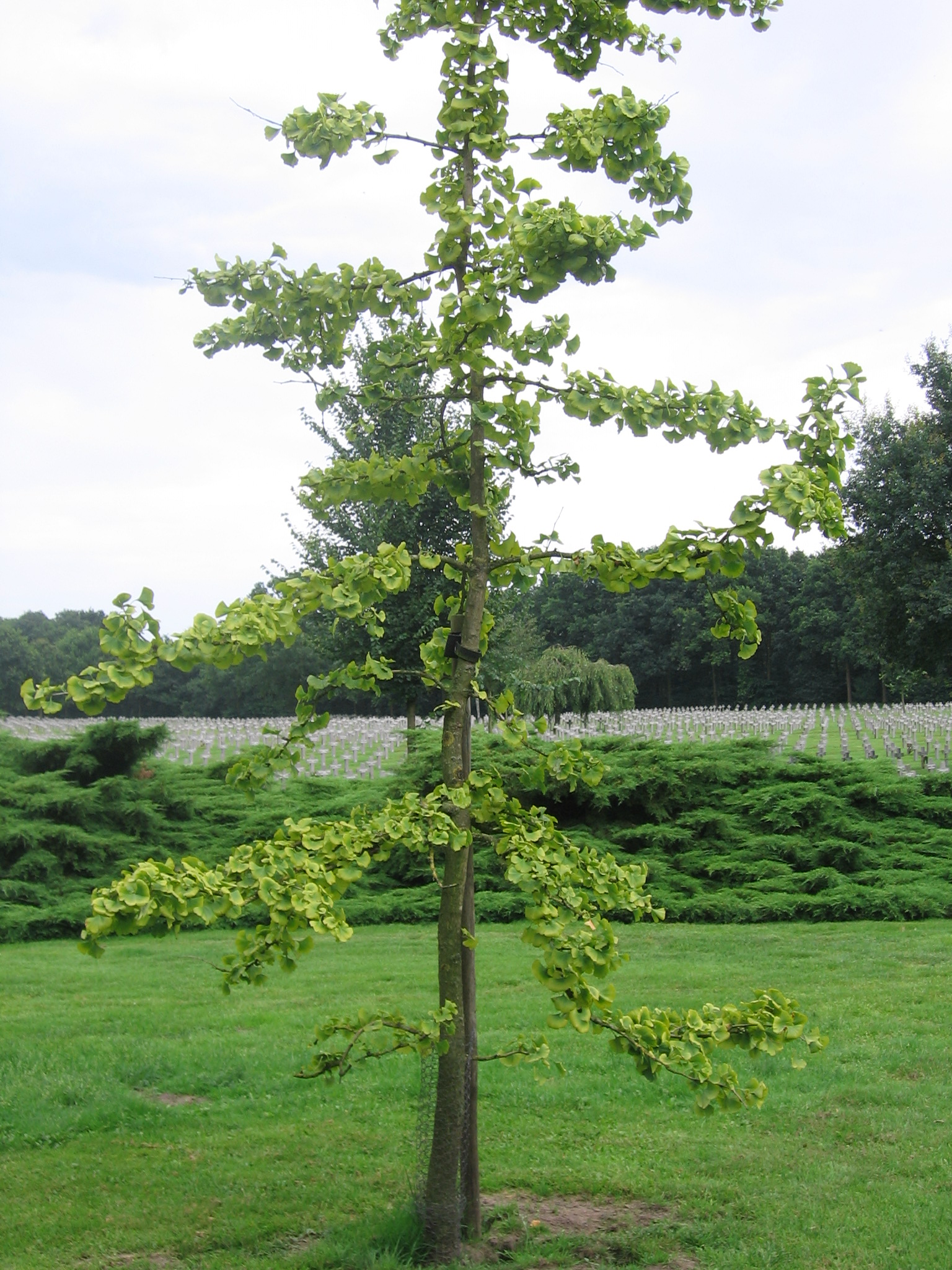
Ein japanischer Ginkgo als Symbol der Hoffnung.

Am 8. Mai 1995, dem 50. Jahrestag des Kriegsendes in Europa, wurde in der Nähe des Eingangs des Friedhofs ein japanischer Ginkgo gepflanzt. Dieser Baum ist ein Zeichen der Hoffnung. Ein Baum dieser Baumart verbrannte bei der Explosion der Atombombe über Hiroshima im Jahr 1945, trieb aber 1946 wieder aus und lebte weiter. Nach einem Jahr trug er wieder Blätter. Er wurde ein Symbol für Frieden in einer besseren Welt.

## Filme
- CEFRG: Deutscher Soldatenfriedhof Ysselsteyn bei YouTube.
- Michael Mustermann: Deutscher Soldatenfriedhof Kriegsgräberstätte Ysselsteyn, Niederlande bei Youtube.
- Longa Via Est: Duitse Oorlogsbegraafplaats Ysselsteyn (German war cemetery Ysselsteyn) bei YouTube.
- Na de bevrijding WO2: 75 jaar vrijheid: oorlogsbegraafplaats Ysselsteyn bei Youtube.
- Wolffman325: Deutscher Soldatenfriedhof Ysselsteyn Niederlande. Duitse Militaire begraafplaats bei YouTube.
- Omroep Venray: Hans Sakkers: Lezing Duitse Militaire Begraafplaats Ysselsteyn bei YouTube.
- The Battlefield Explorer: German War Cemetery Ysselsteyn - Over 30,000 Graves bei YouTube.